# Fíbula

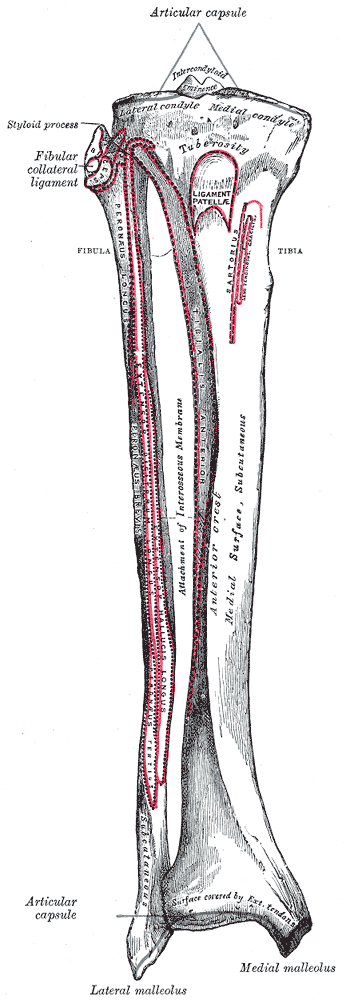
A fíbula da perna direita (esq. na imagem) ao lado da tíbia.

A fíbula, também conhecida como perónio (português europeu) ou perônio (português brasileiro), é um osso longo da perna no corpo humano. É mais delgada que a tíbia, com predominância em comprimento em relação à largura e espessura. Divide-se morfologicamente em cabeça, corpo e maléolo lateral.

## Descrição
Anteriormente denominada perônio, a fíbula localiza-se póstero-lateralmente à tíbia e serve principalmente como ponto de inserção muscular, tendo papel secundário na sustentação de peso. Articula-se com dois ossos: a tíbia (proximal e distalmente) e o tálus (distalmente). Une-se à tíbia por uma membrana fibrosa chamada **membrana interóssea**, que dá suporte a vários músculos.
Posterior e superiormente, aloja a origem do músculo sóleo (em conjunto com a tíbia); na sua face medial encontra-se o músculo tibial posterior; na face anterior, o músculo extensor longo dos dedos, o extensor longo do hálux e o músculo fibular terceiro. Na porção ântero-lateral, estão os músculos fibular longo e fibular curto; na face posterior, localiza-se o músculo flexor longo do hálux.
Na cabeça da fíbula encontram-se a inserção do ligamento colateral fibular (do joelho) e o tendão do músculo bíceps femoral. Apesar de fazer parte da articulação do joelho, a fíbula não participa de seus movimentos.
Em suas extremidades, a fíbula articula-se com a tíbia por meio de articulações do tipo sindesmose: a articulação tíbio-fibular proximal e a articulação tíbio-fibular distal. A sindesmose é uma articulação fibrosa, estabilizada por fibras de colágeno, que não permite movimento significativo — apenas separação e leve elevação da fíbula.

## Principais acidentes ósseos

### Epífise proximal
- Cabeça da fíbula – formato irregular.
- Face articular para a tíbia – face plana que articula-se com o côndilo lateral da tíbia.

### Epífise distal
- Maléolo lateral
- Face articular para o tálus

### Corpo (diáfise)
- Borda anterior – espessa e áspera.
- Borda interóssea – também chamada de crista interóssea.
- Borda posterior – estende-se do ápice da cabeça até a borda posterior do maléolo lateral.
- Face medial – estreita e plana, entre as bordas anterior e interóssea.
- Face lateral – convexa, localizada entre as bordas anterior e posterior.
- Face posterior – entre as bordas posterior e interóssea.